# Hale, Missouri
Hale är en ort i Carroll County i delstaten Missouri, USA.